# Eskimo Joe
Eskimo Joe est un groupe de rock alternatif australien, originaire d'East Fremantle, en Australie-Occidentale. Il est formé en 1997 par Stuart MacLeod à la guitare, Joel Quartermain à la batterie et à la guitare, et Kavyen Temperley à la basse et au chant.
Le groupe compte quatre albums supplémentaires depuis leur premier album Girl qui est sorti en 2001 : A Song Is a City, sorti en 2004 ; Black Fingernails, Red Wine sorti en 2006 ; Inshalla, sorti en mai 2009 Ghosts of the Past, sortie le 12 août 2011. Eskimo Joe compte huit ARIA Music Awards, en 2006, le groupe réalise quatre victoires-de-neuf nominations pour les travaux associés à Black Fingernails and the Red Wine.

## Biographie

### Débuts
Les fondateurs d'Eskimo Joe, MacLeod et Temperley, sont étudiants du John Curtin Senior High School. Temperley quitte l'école à seize ans pour se consacrer à l'écriture musicale, emménageant en colocation avec Simon Leach, qui jouait de la basse dans un groupe de funk appelé Carpet. Les autres membres sont son frère, Stuart à la batterie, et le guitariste Joel Quartermain — tous sont anciens étudiants du Hollywood Senior High School. À l'arrivée de Temperley au sein de Carpet, ilschangent de nom pour Freud's Pillow,. Le groupe joue autour de Perth et Fremantle, entre 1995 et 1998, et publie un EP, Pleasure Puppy, en 1997 ; MacLeod, bien que non membre, est crédité pour l'écriture de Mr Hoek sur l'EP. Malgré leur popularité modeste, Quartermain et Temperley ne sont pas satisfaits de la direction musicale du groupe. Enregistrant l'EP, Temperley commence à jammer pour un projet parallèle avec MacLeod, écrivant des morceaux pop–punk simples. Ils auditionnent un nombre de batteurs et recrutent Quartermain.
.
Formé comme groupe de rock alternatif en 1997 à East Fremantle, Eskimo Joe est à l'origine un projet parallèle de Freud's Pillow, avec MacLeod à la guitare, Quartermain à la batterie et à la guitare, et Temperley à la basse et au chant. Le premier concert d'Eskimo Joe se fait en août 1997 à l'University of Western Australia. Ils sont récompensés au festival Livid de Brisbane en 1997, et remportent de quoi enregistrer en studio à Sydney,. Freud's Pillow se sépare officiellement dans les quelques mois après la victoire d'Eskimo Joe. Simon Leach forme finalement Little Birdy en 2002, et Stuart joue de la batterie pour One Horse Town, puis pour The Bank Holidays. En avril 1998, Eskimo Joe enregistre son premier EP, Sweater. Son morceau-titre est diffusé en masse sur la chaine de radio Triple J et atteint la 33e place du Hottest 100 of 1998,,.
Après avoir tourné pendant quelques mois, Eskimo Joe revient en studio et publie, en 1999, un second EP, Eskimo Joe,. Deux morceaux, Ruby Wednesday et Turn Up Your Stereo, atteignent le Triple J Hottest 100 de l'année.

### Girl
Eskimo Joe signe avec Modular Record, une succursale d'Universal Records, en 1999,. Il enregistrent leur premier album, Girl, avec le producteur Ed Buller (Ben Lee, Pulp, Suède),. Il atteint la 29e place de l'ARIA Albums Chart et est certifié disque d'or,. Des morceaux comme Who Sold Her Out et Planet Earth sont diffusés sur les ondes de Triple J, le premier atteignant même le top 100 de l'ARIA Singles Chart et le dernier la 31e place du Triple J's Hottest 100 of 2001. Certains morceaux sont utilisés pour la série télévisée, The Secret Life of Us. À l'ARIA Music Awards of 2001, le single Wake Up, et son clip promotionnel réalisé par Ben Saunders, remporte la catégorie de meilleure vidéo,.

### A Song Is A City
Malgré le succès de Girl, Modular met un terme à son contrat avec le groupe. Eskimo Joe signe avec Festival Mushroom Records en 2002. Ils enregistrent leur deuxième album, A Song Is a City, produit par Paul McKercher et mixé par Nick Launay, en 2003. Publié en mai 2004, il atteint la deuxième place et, en 2006, est certifié double disque de platine,. Pendant les concerts, Quartermain passe à la guitare et Paul Keenan – également de Fremantle – joue de la batterie. À la sortie de l'album, Temperley explique que l'« album parle entièrement de moi, de mes amis, des gens que j'aime et de Fremantle. Ce sont des histoires entre nous. C'est pareil pour les gens partout dans le monde. Pour moi, c'est ce que j'écris. Je ne parle pas de New York. Je parle de Fremantle. »
Le single From the Sea atteint le top 40 en mars 2004, et devient Triple J Net 50. Smoke est publié comme second single et listé au top 5 du Triple J's Net 50 en mai. Le troisième single, Older than You, devient leur deuxième à atteindre le top 50 ARIA Singles Chart.
En août 2005, le DVD Eskimo Joe est publié et comprend tous les clips des morceaux issus de l'EP Eskimo Joe et des deux premiers albums, un long documentaire, une collection de performances live, et quelques morceaux bonus comme Sweater. Ils remportent la catégorie meilleur groupe de 2005 aux ARIA Music Awards pour Older than You,

### Black Fingernails, Red Wine
MacLeod produit leur troisième album, Black Fingernails, Red Wine. Son morceau-titre, Black Fingernails, Red Wine, est publié en mai 2006, et atteint la sixième place des classements. L'album suit en juin, et débute premier de l'ARIA Albums Chart. Il passe 51 semaines au top 50 et est certifié quadruple disque de platine,. Le deuxième single, Sarah, est publié en septembre et se classe 12e.

### Inshalla
Leur quatrième album, Inshalla, est publié en mai 2009. Le groupe joue quelques morceaux en concert avant la sortie de l'album, y compris Inshalla,. insha'Allah est un terme arabe qui signifie « si Dieu le veut » que Temperley a entendu lors d'un voyage en Égypte.

### Ghosts of the Past

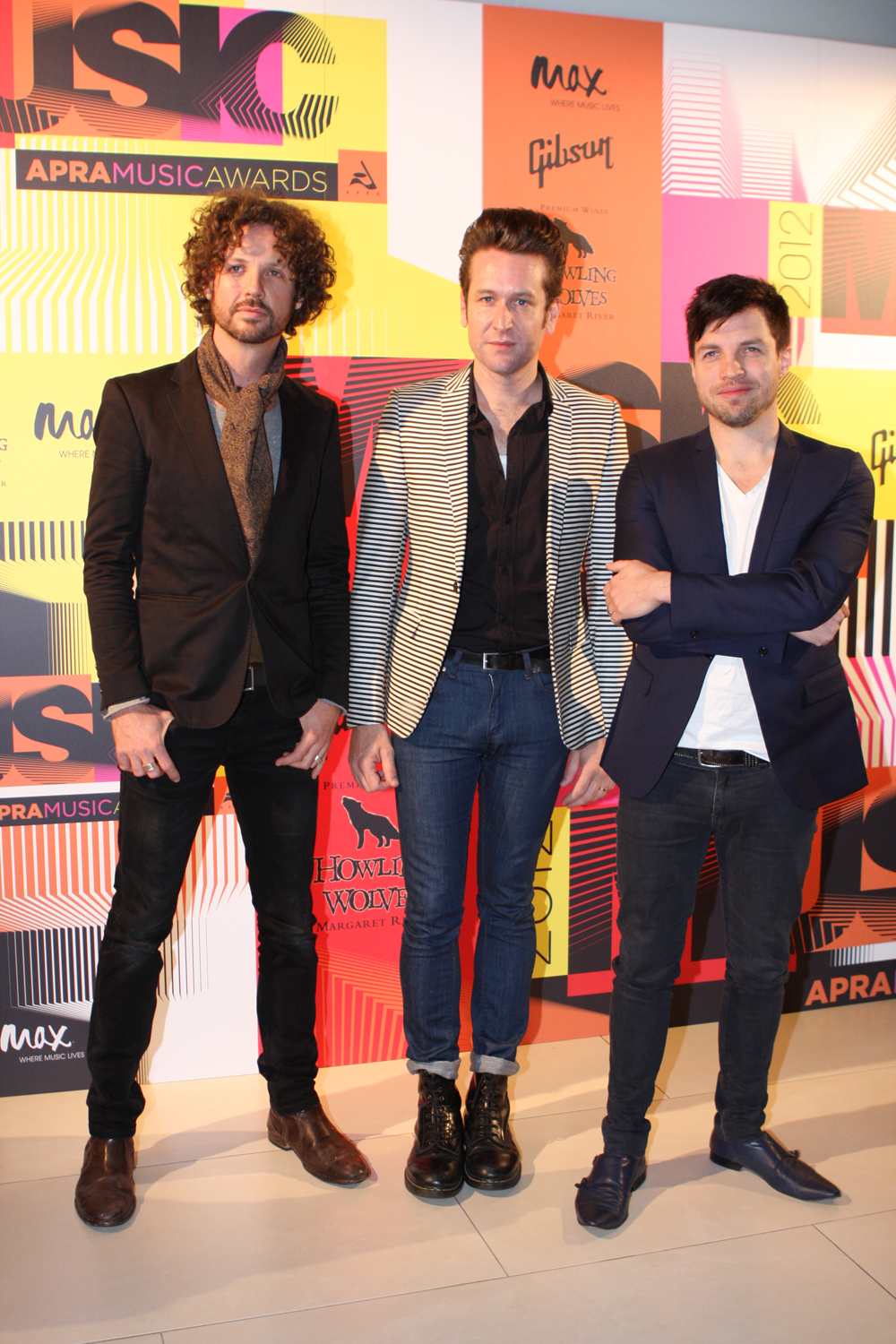
Eskimo Joe en 2012.

Ils enregistrent leur cinquième album, Ghosts of the Past, en février 2011 aux Grove Studios de Sydney et aux Wasteland Studios d'O'Connor, en Australie-Occidentale, qui appartient à leur propre label, Dirt Diamonds. En mai, le groupe annonce Ghosts of the Past pour le 12 août.

## Membres

### Membres actuels
- Stuart MacLeod – guitare, chœurs (depuis 1997)
- Joel Quartermain – batterie (en studio), guitare, claviers, chœurs (depuis 1997)
- Kavyen Temperley – basse, claviers, chant (depuis 1997)[19]

### Membres auxiliaires
- Dan Bull
- Fergus Deasey – claviers, guitare
- Paul Keenan – batterie
- Michael de Grussa – claviers
- Shaun Sibbes – batterie
- Lee Jones – claviers
- Nic Jonsson – batterie
- Tony Bourke – claviers, guitare

## Discographie
- 2001 : Girl
- 2004 : A Song Is a City
- 2006 : Black Fingernails, Red Wine
- 2009 : Inshalla
- 2011 : Ghosts of the Past
- 2013 : Wastelands

## Distinctions
- 2006 : Jack Awards, Meilleur bassiste, Kav Temperley
- 2006 : Channel V, Oz artiste de l'année
- 2007 : MTV Australie prix, Meilleur groupe
- 2007 : MTV Australia Awards, Meilleur vidéo rock - Black Fingernails, Red Wine
- 2007 : MTV Australia Awards, Téléchargement de l'année - Black Fingernails, Red Wine